# سگ یاقوتستان

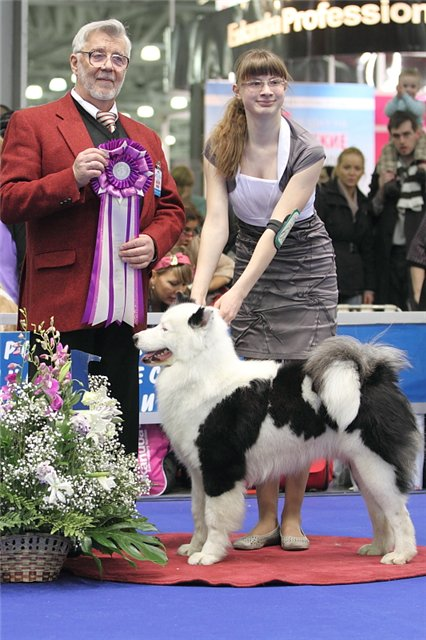
Arcturus North Star - قهرمان روسیه، اوراسیا، برنده باشگاه ملی سگ یاقوتستان

سگ یاقوتستان یا لایکای یاقوتستان (به انگلیسی: Yakutian Laika) یک نژاد سگ کار باستانی است که در سواحل قطب شمال از جمهوری ساخا (یاکوتیا) سرچشمه گرفته‌است. سگ‌های یاقوتستان، لایکاهای چندمنظوره هستند، با دودمان‌های زیادی که می‌توانند گوزن‌های شمالی را گله کنند، جانوری را شکار کنند و/یا سورتمه را بکشند. آنها در سال ۲۰۱۷ در باشگاه کنل روسیه، FCI و خدمات سهام بنیاد AKC ثبت شده‌اند.

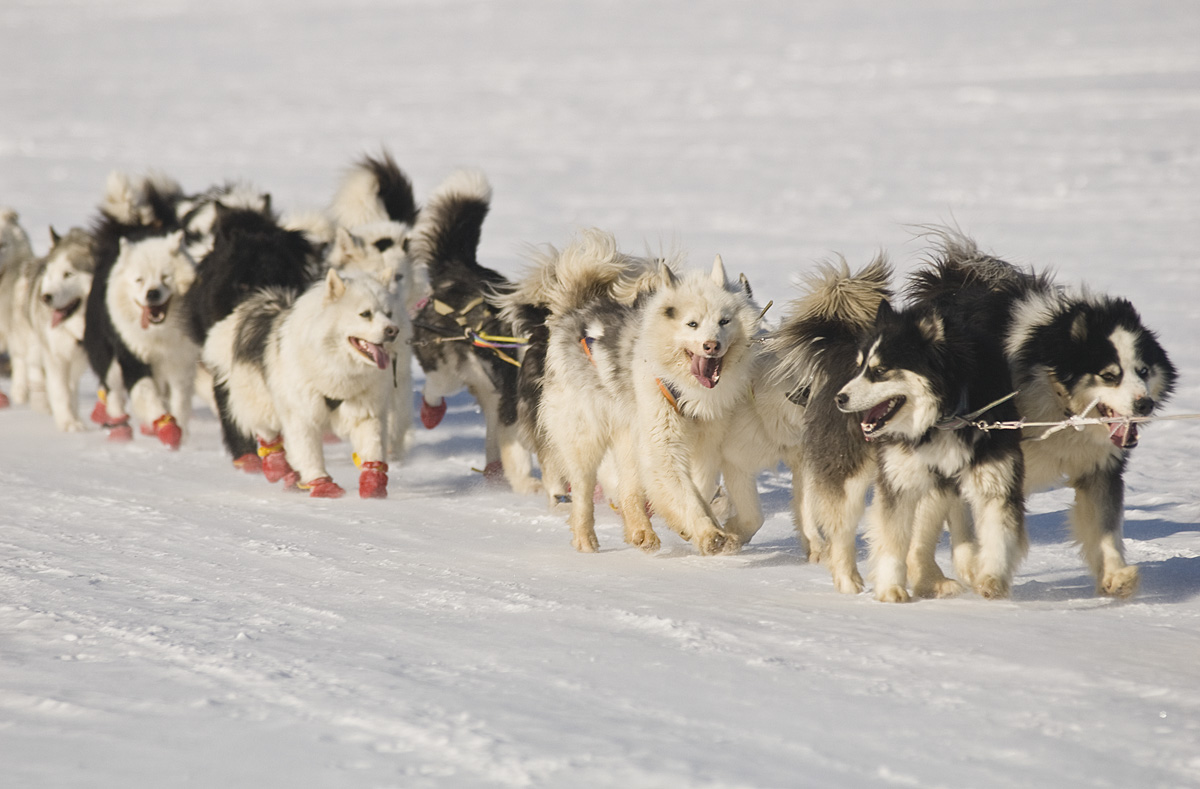
سگ‌های یاقوتستان به عنوان سگ سورتمه